# NGC 4874
NGC 4874 és una galàxia el·líptica cD gegant situada a la constel·lació de la Cabellera de Berenice visible amb telescopis d'afeccionat. És el segon membre més brillant del Cúmul de Coma després de NGC 4889, i com ella més gran i brillant que M49 i M87 -les dues galàxies més brillants del Cúmul de la Verge-.
Igual que NGC 4889, NGC 4874 és una galàxia de tipus cD, amb un centre brillant i un vast embolcall difús al seu al voltant que aconsegueix unes dimensions d'al voltant de 250.000 anys llum (una mica més petita que NGC 4889); no obstant això, és molt més rica en cúmuls globulars que la seva veïna, amb una població estimada d'ells de més de 30.000, la qual cosa la converteix en la galàxia amb més cúmuls globulars coneguda, superant per molt a M87.